# Fulvio Cerofolini
Fulvio Cerofolini (Genova, 5 dicembre 1928 – Genova, 24 maggio 2011) è stato un partigiano, politico e sindacalista italiano, sindaco di Genova dal 1975 al 1985 e deputato dal 1987 al 1992.

## Biografia
Nacque da Pasquale Cerofolini e da Benedetta "Bianca" Canale. Aveva sei fratelli, uno dei quali, Angelo, fu un partigiano e morì fucilato dai nazi-fascisti. 
Tranviere e sindacalista CGIL, fu eletto nel consiglio comunale di Genova nei primi anni sessanta nelle file del Partito Socialista Italiano, al quale si era iscritto fin da ragazzo. Dal 1967 al 1969 è segretario generale della Camera del Lavoro di Genova (CGIL).
Dopo aver ricoperto l'incarico di vicesindaco di Giancarlo Piombino, fu suo successore nella carica di sindaco ricoprendo l'incarico per oltre dieci anni.
Terminato il suo mandato, nel 1987 fu eletto alla Camera dei deputati col PSI nella X Legislatura, restando in carica fino al 1992. 
Nel maggio 1995 fu eletto consigliere regionale per la Liguria, carica alla quale si era candidato come indipendente nella lista del Partito Democratico della Sinistra.
Fu, inoltre, presidente provinciale e membro del Consiglio Nazionale dell'ANPI e difensore civico del comune di Genova.
Sposato con Ardenia Dellepiane, e padre di Mariella e Diego Cerofolini, è morto il 24 maggio 2011 presso l'ospedale San Martino di Genova in seguito a una crisi cardiaca e le sue spoglie sono state poste nel Pantheon del cimitero monumentale di Staglieno.
È stato socio onorario della Società ligure di storia patria. In suo ricordo, nel 2011 l'ANPI di Genova ha indetto il Premio Fulvio Cerofolini. Nel 2022 gli è stato intitolato il portico del Teatro Carlo Felice del capoluogo ligure.